# Glaucidium griseiceps
Glaucidium griseiceps là một loài chim trong họ Strigidae.